# Западная Стрыпа
Западная Стрыпа (укр. Західна (Мала) Стрипа) — река в Золочевском районе Львовской области и Тернопольском районе Тернопольской области, Украина. Правый приток реки Стрыпа (бассейн Днестра).
Длина реки 17 км. Долина преимущественно неглубокая и сравнительно широкая. Русло слабоизвилистое, местами канализированное. Пойма двусторонняя.
Берёт начало около села Поляны, в восточной части горной гряды Гологоры, на южном склоне Главного европейского водораздела. Течёт сначала на юго-восток, в низовьях поворачивает на восток и (частично) на северо-восток. Впадает в Стрыпу западнее города Зборов.
На реке расположены сёла Славная, Плесняны, Вирлов, Зарудье, Озерянка, Коршилов, Присовцы.